# 70年代
| 千纪： | 1千纪                                                                        |
| 世纪： | 前1世纪 \| 1世纪 \| 2世纪                                                    |
| 年代： | 40年代 \| 50年代 \| 60年代 \| 70年代 \| 80年代 \| 90年代 \| 100年代          |
| 年份： | 70年 \| 71年 \| 72年 \| 73年 \| 74年 \| 75年 \| 76年 \| 77年 \| 78年 \| 79年 |

70年代從70年1月1日開始，於79年12月31日結束。

## 大事记
- 71年，楚王劉英自殺。劉莊窮治其獄，處死與放逐者千數，繫獄者數千。
- 73年，東漢政府遣顯親侯竇固、謁者僕射耿秉、太僕祭肜率軍三路，大舉擊北匈奴。竇固遣假司馬班超等二十六人使西域，於鄯善斬北匈奴使臣，進駐于寘。
- 74年，東漢政府乃置西域都護府及戊己校尉。
- 75年，漢章帝劉炟嗣位。
- 78年，威爾士地區的南部和西南部被羅馬帝國征服。
- 79年，明德馬太后卒。
- 79年，諸儒會白虎觀，議五經異同。
- 79年，罗马帝国皇帝韦斯巴芗卒。子提图斯嗣位。

## 出生
- 76年，哈德良，羅馬帝國皇帝。

## 逝世
- 75年，漢明帝，漢朝皇帝。